# Jazz...It's Magic!
Jazz...It's Magic! è un album di Curtis Fuller e del pianista Tommy Flanagan, pubblicato dalla Regent Records nel 1957. Il disco fu registrato il 5 settembre dello stesso anno al Van Gelder Studio di Hackensack, new Jersey (Stati Uniti).

## Tracce
Brani composti da Curtis Fuller, tranne dove indicato
Lato A
1. Two Ton – 4:48
2. Medley – 13:41

Lato B
1. Soul Station – 5:42
2. Club Car – 7:15
3. Upper Berth – 8:32 (Frank Foster)

## Musicisti
- Curtis Fuller - trombone
- Tommy Flanagan - pianoforte
- Sonny Red (Sylvester Kyner) - sassofono alto
- George Tucker - contrabbasso
- Louis Hayes - batteria